# Estadio Providence
El Estadio Providence (en inglés Providence Stadium) es un estadio multipropósito ubicado en el pueblo de Providence, Guyana, substituyendo al de Bourda como el estadio nacional de este país. Fue terminado de construir en 2007, es el estadio más grande de Guyana. Fue construido específicamente para recibir juegos del mundial de críquet de 2007. El estadio recibió seis juegos entre el 28 de marzo de 2007 y el 9 de abril de 2007, Construido especialmente para albergar partidos de críquet el estadio se puede convertir en uno multiuso con facilidad.
El estadio fue construido por el gobierno de Guyana con ayuda financiera substancial del gobierno de la India. Fue diseñado por C.R. Narayana Rao (los arquitectos y los ingenieros de CRN), supervisado por Walter Willis (ingeniero civil famoso de Guyana) y construido por Shapoorji Pallonji & Co. Limited. Su construcción comenzó después de lo previsto y se concluyó sobre la marcha, Los costes de la construcción se estiman en unos $25 000 000 dólares norteamericanos.
Con capacidad para hasta 20 000 personas, el estadio de Providence desplazó a otros complejos deportivos en Guyana, y ahora recibe la mayor parte de los juegos de críquet en lugar de Bourda. El complejo incluye un centro comercial, apartamentos de lujo y un hotel que están al lado del estadio.
El estadio de Providence está situado en la ribera este del río Demerara a menos de dos kilómetros al sur de la capital Georgetown.